# Csepel (ostrov)
Csepel-sziget (česky Ostrov Csepel, příp. Čepel, německy Tschepele-Insel) je druhý největší maďarský říční ostrov na Dunaji, rozkládající se jižně od Budapešti. Žije zde přibližně 165 000 lidí.

## Název
Ostrov je údajně nazván podle Arpádova knížecího podkoního. Podle jiné teorie vznikl název z maďarského slova cseplye, které odkazuje ke keřím, které rostou na ostrově.

## Přírodní poměry

Letecký pohled na ostrov Csepel.

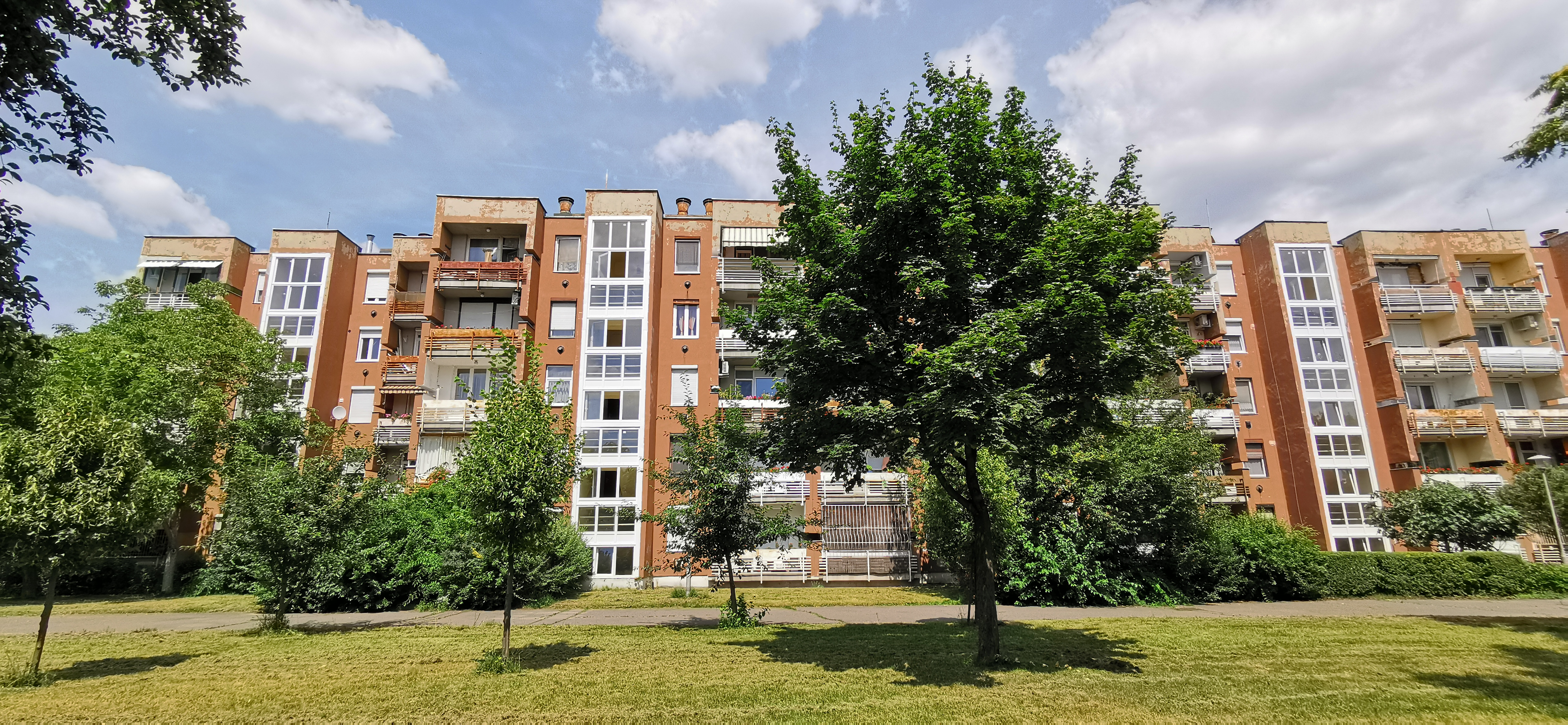
Bytové domy na ostrově.

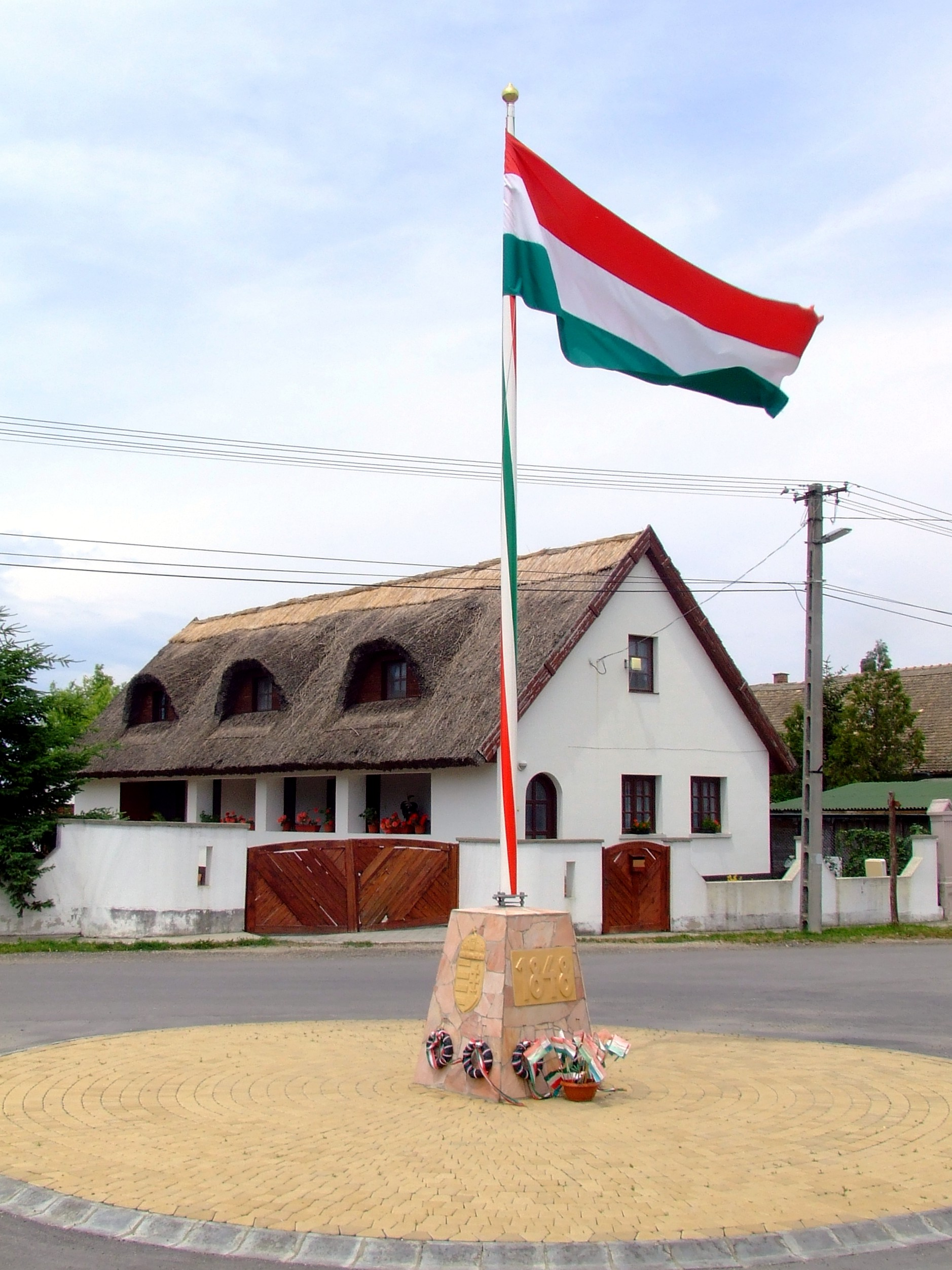
Vesnice Makád na ostrově.

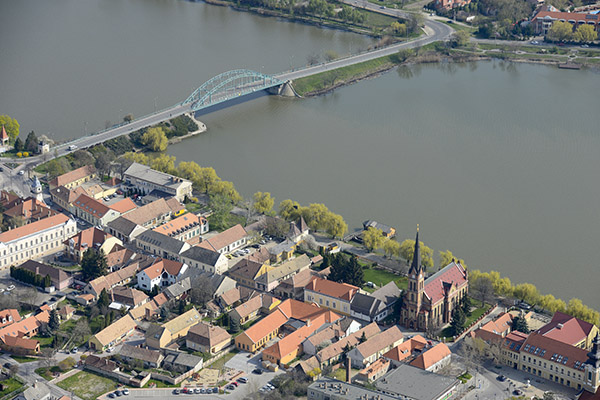
Město Ráckeve s mostem přes rameno Dunaje.

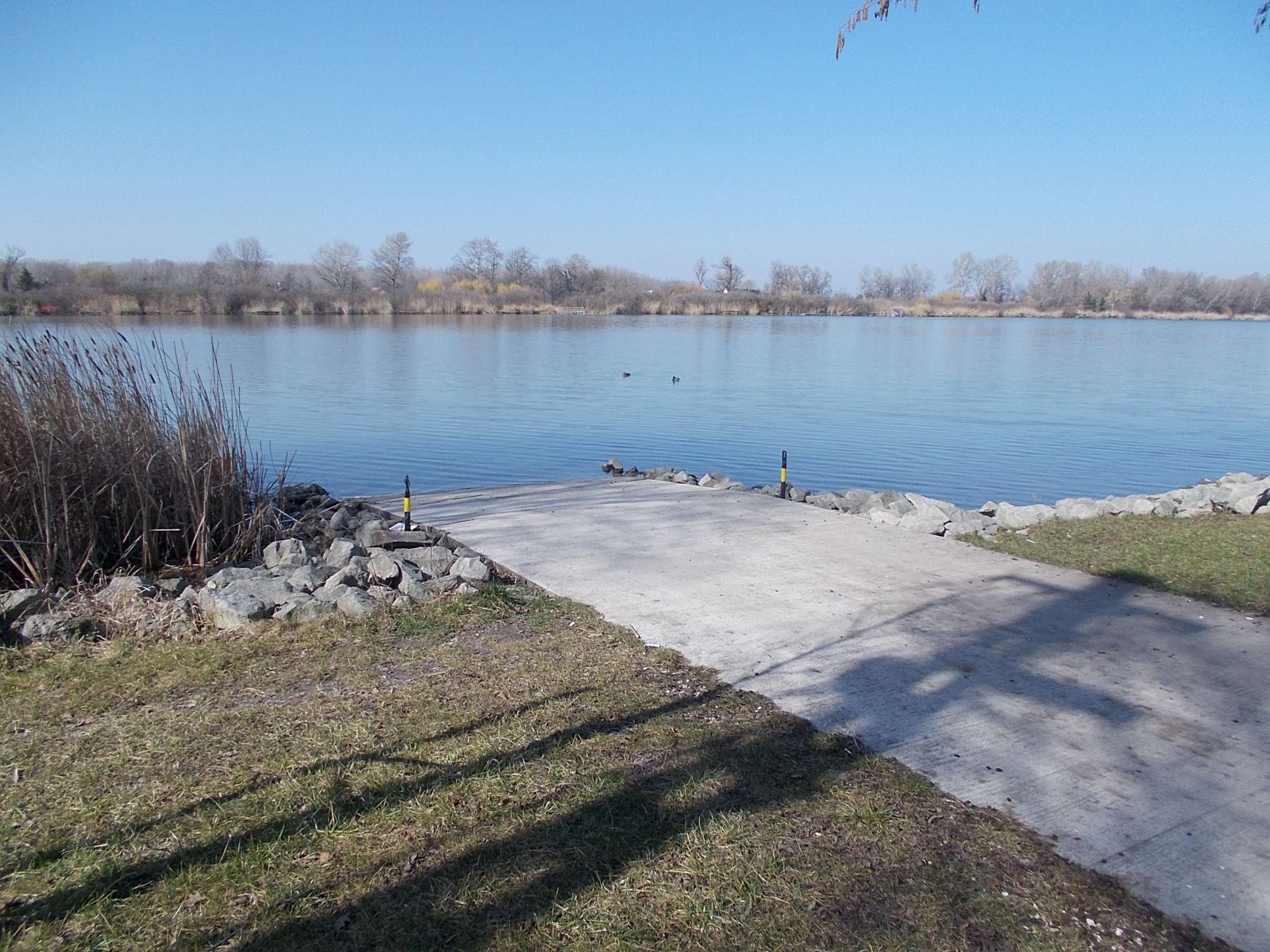
Přívoz přes Dunaj.

Ostrov je přibližně 48 km dlouhý a 6 až 8 km široký. Táhne se v severo-jižním směru. Jeho celková plocha činí 257 km². Je vymezen ze západu hlavním tokem Dunaje a z východu vedlejším ramenem Ráckevei-Duna. Ostrov začíná jižně od mostu Rákóczi híd v Budapešti a končí severně od obce Rácalmás v Pešťské župě. Až do roku 2021 byl jeho jižní cíp součástí župy Bács-Kiskun, dnes je celý součástí župy pešťské.
Ostrov je rovný, nenacházejí se na něm žádné větší kopce. Nejvyšší kóta leží 97 m nad hladinou moře. Jeho břehy přirozeně vyplňoval lužní les, který byl v souvislosti s lidskou činností na řadě míst vykácen, případně nahrazen protipovodňovým valem.
Na severním i jižním konci ostrova je umístěno na Ráckevei-Duna zdymadlo, které reguluje hladinu vody v malém rameni. Severní část ostrova je od počátku 50. let 20. století součástí Budapešti.

## Administrativní dělení
Severní konec ostrova tvoří od roku 1950 stejnojmenný XXI. obvod Budapešti, zbytek je součástí Pešťské župy (okresů Ráckeve a Szigetszentmiklós).

## Sídla na ostrově
Tučně vyznačena města nebo městské obvody. Přestože hlavní město Maďarska Budapešť zabírá jen 10 % plochy ostrova, žije v této severní části polovina všech obyvatel. Dvě další hlavní centra jsou Szigetszentmiklós (česky doslova Svatý Michal na Ostrově) a Ráckeve.
- Csepel (XXI. obvod Budapešti)
- Halásztelek
- Lórév
- Makád
- Ráckeve
- Szigetbecse
- Szigetcsép
- Szigethalom
- Szigetszentmárton
- Szigetszentmiklós
- Szigetújfalu
- Tököl

## Historie
Na ostrově existovalo osídlení již před šesti až sedmi tisíci lety. Rovněž zde žili již Keltové, kteří měli svá sídla přímo na břehu Dunaje.
Csepel byl prvním sídlem Maďarů po jejich příchodu do Panonské pánve, nazván je údajně podle Arpádova knížecího podkoního. Árpád sám zde nějakou dobu pobýval, své sídlo měl v místě dnešní vesnice Szabadkító. Tuto informaci zachycuje Anonymova kronika Gesta Hungarorum, která jej uvádí v latině jako správce ostrova (ducalis esset insula).
Až na jižní, podmáčenou a hůře zemědělsky využitelnou část ostrova, byla oblast osídlena Maďary a Kumány. Csepel byl vlastnictvím maďarského panovníka. Ten si zde udržoval vliv především prostřenictvím různých směn pozemků. V dokumentu ze dne 25. května 1424 daroval Zikmund Lucemburský královně Borbále vesnice Félegyháza a Laczkháza. Ve středověku byly oblasti jižně od Budína součástí župy Fejér, v roce 1449 byla připojena k župě Pešť-Piliš-Solt. V této době byly na ostrově Csepel nejvýznamnějšími sídly Tököl a Ráckeve.
Druhé uvedené město svým názvem začínajícím na Rác- odkazuje na pravoslavnou (srbskou) komunitu, která zde vznikla v souvislosti s Expanzí Osmanské říše na Balkán. Usazovali se zde především obchodníci, pro které byla blízkost klíčové řeky výhodná, neboť po ní mohli na veletrhy přepravoval svoje zboží. Díky tomu se také v době vrcholného až pozdního středověku obyvatelstvu Csepelu hospodářsky dařilo. Dodnes se zde nachází značný počet pravoslavných staveb a vesnice Lórév (srbsky Lovra) je považována za srbskou.
Během období turecké okupace Uher byl Csepel součástí Budínského sandžaku. Administrativním centrem ostrova bylo Ráckeve (turecky Kovi). Osady na levém břehu patřily pešťské náchii. Několik vesnic v tomto období zaniklo, např. Háros, Lak, Szőlős, Szentmihály, Cserevic, Gyála, Simonfa, Szentlászló, Szentistván, Méregyháza a Telek. Místní šlechtici nemohli pod tureckou mocí realizovat všechna svoje práva. Je doloženo, že v roce 1622 byl vlastníkem ostrova Pál Esterházy, jehož synové jej prodali v roce 1695 (již po odchodu Turků). Novým majitelem se stal císařský generál Heissler von Heitersheim in 1695. Po třech letech později ostrov přešel do vlastnictví Evžena Savojského, který se postaral o obnovu celé lokality. Díky přislíbeným výhodam sem přilákal nové osadníky, kteří byli Němci z jižních (katolických) oblastí země. Díky tomu se podařilo obnovit několik vesnic, které za turecké okupace zanikly.
V srpnu 1706 Rákóczi během své vzpoury vyzval místní obyvatele (a další, kteří žili v okolí Pešti) aby své domy zanechali prázdné a odešli i se svým dobytkem, což by vyhladovělo císařské vojsko v Pešti. Epidemie moru ale dílo zkázy dokonala značně rychleji, než embargo. O čtyři roky později ovládlo ostrov plně císařské vojsko a o rok později se císařské vojsko rozhodlo zúčtovat se vzbouřenci tím, že jim zabavilo jejich maejtky. Ostrov byl následně administrativního hlediska rozdělen na několik částí, každá z nich přiléhala jinému většímu městu na pevnině (od Pešti až po Kecskemét). Výzvami pro místní obyvatelstvo ale byly časté povodně na Dunaji, epidemie moru a cholery. Objevovaly se také požáry.
Vzhledem k tomu, že Evžen Savojský neměl dědice, vrátily se pozemky na ostrově po jeho smrti panovníkovi. V této době tvořily místní majetky rozsáhlé lesy, ale také pole, vinice nebo sady. Obyvatelé ostrova na panském pracovali jako nevolníci až do jeho zrušení. Poté byla pracovní síla na jednotlivá pole najímána. Podle map prvního vojenského mapování (josefinského) byl ostrov pokryt ve velké míře obdělovanou půdou, na některých plochách se nacházely lesy a na jižním okraji u vesnice Makád potom zůstávaly ještě močály. Na mapách vojenského mapování druhého se dokonce objevuje Csepel jako Ostrov Evženův (německy Eugens-insel) vedle tradičního jména. Střed dnešního XXI. obvodu Budapešti (který nese název Csepel) vznikl s pravidelnou uliční sítí již v této době.
Na konci 19. století a na počátku století století dvacátého se zvyšovala životní úroveň místního obyvatelstva. Vyrostly například nové továrny. Do roku 1910 byla zavedena na ostrov železnice. Růst sjednocené uherské metropole přilákal na ostrov další obyvatelstvo a umožnil prudký rozvoj vesnic. Díky tomu došlo i k národnostní hegemonizaci obyvatelstva ostrova; zatímco ještě v roce 1910 bylo v posledním rakousko-uherském sčítání lidu zaznamenáno obyvatelstvo německé a srbské v některých částech Csepelu, později již byl ostrov zcela maďarský. Do vypuknutí druhé světové války byly mnohé polnosti rozparcelovány a prodány jako stavební parcely. Řada vesnic se tak změnila v příměstská sídla s pravoúhlou uliční sítí a rodinnými domy. Svůj závod si zde založil v roce 1893 Manfréd Weiss, jeho investice urbanizaci severní části odstartovala. Továrna byla později znárodněna. V roce 1935 byla na Csepelu otevřena slévárna hliníku.
Bombardování Budapešti a boji v závěru druhé světové války zničily mosty, které spojovaly ostrov s velkoměstem, a místní tak po nějakou dobu žili zcela odděleně od Budapešti.
Po druhé světové válce padlo rozhodnutí umístit na severní část ostrova (poblíž metropole) závody těžkého průmyslu. Nové závody vyráběly motocykly, jízdní kola, náklaďáky a další. Nesly název Csepel právě podle tohoto ostrova. Vyvážely se ve velkém i do Československa.
Díky velkému množství dělníků zde bylo obyvatelstvo do jisté míry po nějakou dobu socialisticky smýšlející. Zemědělství bylo zkolektivizováno. Vznikl také přístav na Dunaji. Je mezinárodní, určený pro nákladní dopravu a v roce 1979 odbavil 3 miliony tun nákladu.
Město Budapešť se rozšířilo na tento ostrov v souvislosti s posunutím administrativních hranic v roce 1950. Vznikl zde stejnojmenný obvod. Přestože život na severu Csepelu stále více připomínal život ve městě, jižní část ostrova si udržela svůj agrární charakter. Častým se stalo dojíždění za prací do dalších měst (nejen Budapešti), kde se nacházely i jiné podniky.
Masivní rozvoj průmyslu znamenal, že se z několika desítek počet zaměstnanců zvýšil až na třicet tisíc. Potřeba jejich ubytování znamenala další impulz pro urbanizaci ostrova. Závody často navštěvovali představitelé dalších socialistických zemí. Pracovní podmínky ale byly těžké, byť se tehdejší režim pokoušel dělníkům alespoň trochu výhod zajistit. V roce 1956 došlo v místních průmyslových závodech ke stávkám, kdy dělníci požadovali zlepšení svých životních podmínek. Protesty, které paralyzovaly chod závodů, se uskutečnily jen nedlouho před Maďarským povstáním. Během něj a později, při sovětské invazi, zde několik dní bránili dělníci továrny před postupujícími vojsky, vzdali se až 11. listopadu.
V roce 1988 byla zahájena výstavba jižního obchvatu Budapešti, který vede po severní části ostrova Csepel. V souvislosti s tím se uskutečnily archeologické průzkumy, při nichž byla odhalena velká část různých dávných artefaktů. V závěru 20. století byla diskutována možnost přesunutí budapešťské zoologické zahrady právě na tento ostrov, nicméně návrh se nakonec neuskutečnil.
V roce 2019 se severní část ostrova Csepel stala oficiálně studentským městem a sídlí zde čínská univerzita Fu-tan. Výhledově má na severovýchodním cípu ostrova vzniknout nový městský park.

## Doprava
Na ostrov vedou dvě tratě příměstské železniční dopravy HÉV, do budapešťského XXI. obvodu na severu a do Ráckeve v jižní části, která obsluhuje i několik dalších obcí na ostrově. Obě trati nejsou vzájemně propojené a slouží k odlišným účelům; první uvedená je příměstská železnice a druhá napojuje menší sídla v centrální části ostrova s maďarskou železniční sítí, resp. s Budapeští.
Přes severní část ostrova vede dálnice M0, která představuje obchvat kolem metropole Budapešti. S výjimkou mostu Ference Deáka je ostrov spojen mosty výhradně přes kratší rameno (Ráckevei Duna) s břehem. Na samotném ostrově se potom nachází ostrovy nižších tříd.
Již od poloviny 2. dekády 21. století je zde rozvíjena cyklistická infrastruktura prostředictvím různých cyklostezek a cyklotras.

## Telekomunikace
Na ostrově stojí vysílač Lakihegyi adótorony, nejvyšší stavba na území Maďarska.

## Sport a rekreace
Východní část ostrova je využívána k rekreačním aktivitám. Nachází se ze pláže i lázně. Oblíbené je rybaření a vodní sporty, jako třeba jízda na kajaku nebo veslování. V Ráckeve existuje zábavní park se zvířaty.

## V literatuře
Ostrov je zmiňován v románu Imreho Kertésze Člověk bez osudu, jako místo, odkud pochází lidé vykonávající nucené práce a později odvezené transporty do vyhlazovacích táborů.